# Корам
Корам (каз. Қорам) — село в Енбекшиказахском районе Алматинской области Казахстана. Административный центр и единственный населённый пункт Корамского сельского округа. Находится примерно в 60 км к востоку от центра города Есик. Код КАТО — 194059100.

## Население
В 1999 году население села составляло 5236 человек (2653 мужчины и 2583 женщины). По данным переписи 2009 года, в селе проживало 5979 человек (2948 мужчин и 3031 женщина).

## Инфраструктура
В 1961—1997 годах село было центром совхоза по выращиванию табака. С 1997 года организация преобразована в множество частных хозяйств.